# Джон Уолтър Грегъри
Джон Уолтър Грегъри (на английски: John Walter Gregory) е английски геолог, изследовател на Източна Африка и Австралия.

## Ранни години (1864 – 1892)
Роден е на 27 януари 1864 година в Лондон, Англия, в семейство на търговец на вълна. Прекъсва обучението си на 15-годишна възраст и се включва във вълнения бизнес на баща си. По-късно, за да завърши средно образование, посещава вечерни курсове. През 1886 г. постъпва в Лондонския университет и го завършва с отличие и бакалавърска степен по геология през 1891. Още като студент е назначен като научен сътрудник в геоложката служба на Природонаучния музей в Лондон.

## Експедиционна дейност (1892 – 1900)
Веднага след дипломирането си през 1892 – 1893, Грегъри извършва експедиция в Източна Африка, като изследва природата и геоложката структура на Големия Африкански грабен на територията на Кения, която става база за защитата му на докторска дисертация по геология озаглавена „The Great Rift Valley“ (в превод „Великата Рифтова долина“) и публикувана през 1896 г.
С изследванията си проведени в Кения прави фундаментален принос за геологията в района, като оттогава някои от неговите изследвания и теории за образуването и структурата на Големия африкански грабен са все още валидни.
През 1896 г. посещава архипелага Шпицберген и изследванията му там поставят началото на нов клон от геологията, свързан с дейността на ледниците в миналото.
До края на 1899 г. Грегъри остава на работа в Природонаучния музей, като през това време предприема за сметка на музея няколко геоложки експедиции в различни части на света – Европа, Латинска Америка и др.

## В Австралия (1900 – 1904)
В края на ХІХ век в университета в Мелбърн, Австралия, се създава катедра по геология и минералогия и Грегъри е назначен на 11 декември 1899 г. за професор по тези дисциплини. През февруари 1900 пристига в Австралия и пребивава на тази длъжност до 1904, като през този период допринася изключително много за подобряване на преподаването на дисциплините в университета.
Освен с преподавателска дейност се занимава и експедиционна такава. През 1900 – 1901 г. участва в експедиция до Антарктида. През лятото на 1901 – 1902 г. в Централна Австралия извършва геоложки дейности около езерото Еър и отчетите са публикувани през 1906 г. под заглавието „The Dead Heart of Australia“.
По време на престоя си в Австралия публикува и множество други книги, свързани с популяризирането на геологията и географията сред широката общественост и издаването на учебници по геология и география за средните училища: „География на Австралия“, География на щата Виктория“, „География на Тасмания“, Климата на Австралия“ и други.

## Следващи години (1904 – 1932)
През 1904 се завръща в родината си и е назначен за преподавател по геология в Университета в Глазгоу, която длъжност заема до пенсионирането си през 1929 г. По това време предприема и няколко нови експедиции: до Киренайка в Северна Африка (1908), в Южна Ангола (1912) и в Тибет (1923).
От 1928 до 1930 г. е председател на Лондонското геоложко дружество.
През януари 1932 г., вече 68-годишен, заминава за Южна Америка, за да проучва и изследва вулканичната и земетръсна дейност в Андите. На 2 юни същата година лодката, с която пътува по река Урубамба (най-горното течение на Амазонка) в Перу, се преобръща и Грегъри се удавя във водите на реката.
Грегъри е носител на различни научни отличия и медали. Отделно от десетките научни книги по геология и география, написва над 300 статии на геолого-географски и социални теми. Книгите му са написани в свободен стил и се четат с интерес както от хората на науката, така и от широката публика.